# Długobór
Długobór (niem. Langwalde) – wieś w Polsce, położona w województwie warmińsko-mazurskim, w powiecie braniewskim, w gminie Płoskinia. W latach 1975–1998 miejscowość administracyjnie należała do województwa elbląskiego. 
Wieś znajduje się w historycznym regionie Warmia.

## Historia
Wieś wymieniana w dokumentach już w latach 1314 i 1315 r., lokowana 3 października 1318 r. przez kapitułę warmińską. Później wielokrotnie zniszczona w czasie wojen polsko-krzyżackich. Kościół wybudowano już w XIV w. W 1660 wieś obejmowała 60 włók. W 1783 r. we wsi odnotowano 32 domy i młyn. W 1818 r. we wsi mieszkało 361 osób.
W XIX w. założono cmentarz wiejski, a w 1930 - drugi. W 1939 r. było tu 588 mieszkańców. Po 1945 r. Długobór był wsią sołecką ze szkoła. W 1959 r. zlikwidowano gromadę Pakosze a wieś Długobór włączono do gromady Płoskinia. W wykazie z 1973 r. wieś i tutejszy PGR należały administracyjnie do gromady Płoskinia, poczta Pakosze i powiat braniewski. W tym okresie we wsi był punkt felczerski.
W 1999 r. we wsi mieszkało 221 osób.
W 2006 radnym gminy Płoskinia został proboszcz Długoboru, werbista o. Tadeusz Burzyca. Zrezygnował z mandatu po dwóch tygodniach, ze względu na negatywne stanowisko Prowincjała Zakonu Werbistów w Pieniężnie o. Ireneusza Piskorka i Rady Prowincjalnej.

## Zabytki
- Do zabytków wsi należy kościół p.w. Narodzenia Najświętszej Maryi Panny i św. Jana Ewangelisty. Pierwszy kościół wybudowano już w XIV w. Po zniszczeniach został odbudowany w 1581 r. i konsekrowany przez biskupa warmińskiego Marcina Kromera. W XVI w. dobudowano wieżę od strony zachodniej. Po zniszczeniach dokonanych przez wojska szwedzkie odbudowany w 1689 r.  W 1725 r. odnowiono zachodnią część budowli wraz z wieżą. Sama wieża remontowana była jeszcze w 1880 roku. W czasie II wojny światowej kościół został uszkodzony. Gruntowny remont kościoła przeprowadzono w latach 1946-1947, a w 1951 wyremontowano wieżę.

Kościół gotycki, murowany z cegły, orientowany, salowy, wybudowany na rzucie wydłużonego prostokąta. Kwadratowa wieża od zachodniej strony, zakrystia i skarbczyk od strony północnej, kruchta od strony południowej. We wschodniej części, pod kościołem znajduje się krypta. Wnętrze z niską pozorną kolebką z 1725 r. Wystrój wnętrza mieszany: gotycki, późnorenesansowy i barokowy. Ołtarze boczne klasycystyczne z ok. 1800 r., wykonane w warsztacie Chrystiana Beniamina Schultza z Lidzbarka Warmińskiego.
- W murze kościoła znajduje się kapliczka, w której jeszcze do niedawna były umieszczone nazwiska zaginionych podczas pierwszej wojny światowej[4].

Zobacz też: Długobórz Drugi, Długobórz Pierwszy